# Arundinella
Arundinella es un género de plantas herbáceas perteneciente a la familia de las poáceas. También conocida es Caña Fina. Tiene una distribución cosmopolita, se encuentra en las regiones Holártica, tropical y Neotropical.

## Descripción
Son plantas perennes (Mesoamérica) cespitosas con rizomas cortos, escamosos; tallos fistulosos; plantas polígamas o hermafroditas. Vainas redondeadas; lígula una membrana, glabra o ciliada; láminas lineares, aplanadas o plegadas. Inflorescencia una panícula solitaria, terminal, abierta; espiguillas en su mayoría pareadas, desigualmente pediceladas, comprimidas dorsalmente, con 2 flósculos; desarticulación en la base del flósculo superior; glumas desiguales, membranáceas, conspicuamente nervadas, agudas o acuminadas, la inferior 3-nervia, ligeramente más corta o más larga que el flósculo inferior, la superior 3–5-nervia, mucho más larga que los flósculos, generalmente algo recurvada; flósculo inferior estéril o estaminado; lema inferior aguda, sin arista, membranácea, 3- o débilmente 5-nervia; flósculo superior bisexual; lema superior mucho más corta que la lema inferior, acuminada, débilmente nervada, en general largamente aristada desde la punta o entre 2 dientes diminutos, los dientes ocasionalmente aristados (Viejo Mundo), la arista geniculada, el segmento inferior generalmente torcido, el segmento superior recto, los márgenes plegados hacia adentro sobre los márgenes de la pálea superior; callo redondeado, piloso; raquilla no prolongada; lodículas 2; estambres 3; estilos 2. Fruto una cariopsis; embrión más de la mitad de la cariopsis; hilo punteado.

## Taxonomía
El género fue descrito por Giuseppe Raddi y publicado en Agrostografia Brasiliensis 36–37, pl. 1, f. 3. 1823. La especie tipo es: Arundinella brasiliensis Raddi.
Etimología
El nombre del género deriva del latín Arundo (caña) y -ella (sufijo diminutivo).
Citología
El número cromosómico básico del género es x = 7, 10, 12 y 14, con números cromosómicos somáticos de 2n = 14, 20, 28, 36 y 56, ya que hay especies diploides y tetraploides.

## Especies
| - Arundinella barbinodis - Arundinella bengalensis - Arundinella berteroniana - Arundinella birmanica - Arundinella blephariphylla - Arundinella cannanorica - Arundinella ciliata - Arundinella cochinchinensis - Arundinella dagana - Arundinella decempedalis - Arundinella deppeana - Arundinella flavida - Arundinella fluviatilis - Arundinella furva - Arundinella goeringii - Arundinella grandiflora | - Arundinella grevillensis - Arundinella hirta - Arundinella hispida - Arundinella holcoides - Arundinella hookeri - Arundinella intricata - Arundinella khasiana - Arundinella laxiflora - Arundinella leptochloa - Arundinella longispicata - Arundinella mesophylla - Arundinella metzii - Arundinella montana - Arundinella nepalensis - Arundinella nervosa | - Arundinella nodosa' - Arundinella parviflora - Arundinella pubescens - Arundinella pumila - Arundinella purpurea - Arundinella ravii - Arundinella rupestris - Arundinella setosa - Arundinella spicata - Arundinella suniana - Arundinella thwaitesii - Arundinella tricholepis - Arundinella tuberculata - Arundinella vaginata - Arundinella villosa - Arundinella yunnanensis |